# Bupalus vestalis
Bupalus vestalis là một loài bướm đêm trong họ Geometridae.